# INCOTERM
Incoterms je okrajšava za International Commerce Terms, zbirko mednarodnih terminov za določanje cene blaga, ki so veljavni po celem svetu za sporazumevanje med kupci in prodajalci.
Trenutno veljajo pravila Incoterms 2020. Navedene kratice so prilastki za ceno, označujejo torej kraj, kjer navedena cena velja, zato mora biti naveden takoj za kratico kraj. 
Terminov in kratic se ne prevaja niti za notranji promet med slovenskimi podjetji.
- EXW. Ex Works (+ ime kraja): tovarniška cena; kupec mora poskrbeti za prevzem, prevoz, zavarovanje blaga od proizvajalca naprej
- FCA. Free Carrier (+ ime kraja): blago je na razpolago pri špediterju, špediterja plača kupec.
- FAS. Free Alongside Ship (+ ime pristanišča): blago je na razpolago ob ladji, torej na pomolu. Kupec mora poskrbeti za vse stroške od krcanja na ladjo dalje.
- FOB. Free On Board (+ ime kraja): blago je na razpolago na ladji. V uporabi za pomorski in rečni promet.
- FOW. Free On Wagon (+ ime železniške postaje): isto kot FOB, le da blago potuje po železnici.
- CFR. Cost and Freight (+ ime luke): razen osnovne cene EXW je vključen v ceno tudi prevoz do določene luke.  V uporabi za pomorski in rečni promet.
- CIF. Cost, Insurance and Freight (+ ime luke):  razen osnovne cene EXW sta vključena v ceno prevoz in zavarovalnina do določene luke. Predvideni incoterm pride v poštev, kadar se pri iztovarjanju zgodi nesreča, saj je treba natančno določiti, katera zavarovalnica bo krila zadevne stroške. V uporabi za pomorski in rečni promet.
- CPT. Carriage Paid To (+ ime kraja): cena vključuje prevoznino do navedenega kraja, o zavarovanju ni govora.
- CIP. Cost and Insurance Paid to (+ ime kraja): cena vključuje zavarovanje do navedenega kraja, o prevozu ni govora.
- DAF.  Delivered At Frontier (+ ime kraja) blago je na razpolago na državni meji. Ta kratica je bila že vzrok za veliko sporov; za razumevanje vzemimo primer blaga, ki potuje s tovornjakom iz Anglije v Koper. Anglež nima pojma, kje je Koper, ve samo, da je v Sloveniji in pošlje blago DAF Rateče. Koprčan, ki je mislil, da bo blago prišlo preko Italije, je pričakoval DAF Škofije. Anglež je imel višji strošek, ker je moral plačati avstrijske pristojbine; Koprčan ima višji strošek, ker mora dodati prevoz skozi vso Slovenijo; blago bo prišlo na trg občutno dražje samo zato, ker incoterm ni bil pravilno določen. Zelo pogosto se pripeti tudi, da na primer Italijan pošlje DAF Rabuiese, ki je italijanska stran obmejnega prehoda Škofije, in sploh nima dovoljenja za prestop meje. Tako mora slovenski kupec poskrbeti ne samo za prevoz, ampak tudi za natovarjanje v Italiji in opravilo carinskega postopka. Prav zaradi teh in podobnih problemov so bili zgrajeni razni obmejni terminali za blagovni promet.
- DES.  Delivered Ex Ship (+ ime pristanišča): blago je na razpolago na ladji, kupec nosi tudi stroške razkladanja. Je v bistvu isto kot FOB, le omejeno na ladje.
- DEQ.  Delivered Ex Quay (+ ime pristanišča): približno isto kot FAS: uporablja se večinoma za odhodne postaje pošiljk, medtem ko je FAS vezan na ciljne postaje.
- DDU. Delivered Duty Unpaid (+ ime ciljnega kraja):  uporablja se večinoma za blago, ki je bremenjeno s carinskimi ali drugimi dajatvami, ki jih v tem primeru mora kriti kupec.
- DDP.  Delivered Duty Paid (+ ime ciljnega kraja): carinske in druge dajatve ali takse gredo na račun prodajalca.